# Никола Стоянов Ушев
 Тази статия е за революционера от Гърмен.  За този от Либяхово вижте Никола Тодоров Ушев.  
Никола Стояов Ушев, известен като Чучулигата, е български революционер, деец на Вътрешната македоно-одринска революционна организация и Българската комунистическа партия.

## Биография
Никола Ушев е роден в 1880 година в земеделско семейство в неврокопското село Гърмен, тогава в Османската империя. Занимава се със земеделие. Става член на ВМОРО и участва в националноосвободителните борби, като подкрепя фракцията на Яне Сандански. През Първата световна война служи в Българската армия и на фронта става социалист. След войната участва в създаване на организации на Българската комунистическа партия в Гърмен и става неин секретар. През май 1925 година е задържан от дейци на ВМРО при Дъбнишката акция на ВМРО, откаран в Дъбница, където е измъчван и на 16 юни 1925 година е убит.
Брат му, Димитър, е доброволец в Македоно-одринското опълчение.